# Kameruni fülesmaki
A kameruni fülesmaki (Galago cameronensis) az emlősök (Mammalia) osztályának a főemlősök (Primates) rendjéhez, ezen belül a fülesmakifélék (Galagidae) családjához tartozó faj.

## Előfordulása
Kamerun és Nigéria területén honos.

## Megjelenése
Testhossza a farokkal együtt 10 hüvelyk.